# Gomesophis brasiliensis
Gomesophis brasiliensis är en ormart som beskrevs av Gomes 1918. Gomesophis brasiliensis är ensam i släktet Gomesophis som ingår i familjen snokar. Arten tillhör underfamiljen Dipsadinae som ibland listas som familj.
Inga underarter finns listade i Catalogue of Life.
Arten är med en längd upp till 30 cm (utan svans) en liten orm. Den förekommer från centrala till södra Brasilien i delstaterna Rio Grande do Sul, Santa Catarina, Paraná, São Paulo, Minas Gerais, Goiás och Distrito Federal. Individerna lever i låglandet och i bergstrakter upp till 1650 meter över havet. Gomesophis brasiliensis vistas i öppna landskap eller i galleriskogar i närheten av vattenansamlingar. Den hittas till exempel ofta i träskmarker. Arten gräver i mjuk grund efter daggmaskar och andra maskar. Den är nattaktiv. Honor lägger inga ägg utan föder levande ungar.
För beståndet är inga hot kända men Gomesophis brasiliensis är i några delar av utbredningsområdet sällsynt. IUCN listar arten som livskraftig (LC).